# The Guardian
The Guardian là một nhật báo được phát hành hàng ngày ở Vương quốc Anh thuộc sở hữu của Guardian Media Group. Thành lập năm 1821, đây là một tờ báo hiếm hoi trong các tờ báo lớn ở Anh thuộc sở hữu bởi một tổ chức phi lợi nhuận (Scott Trust, thông qua Guardian Media Group). Đây là tờ báo nổi tiếng với khuynh hướng chính trị trung tả, trong cuộc bầu cử năm 2010 ở Anh, tờ báo đã ủng hộ đảng Tự do Dân chủ.
The Guardian có lượng lưu hành đạt 283.063 bản tính ở thời điểm tháng 3 năm 2010, xếp sau The Daily Telegraph và The Times nhưng xếp trên The Independent. Trang web guardian.co.uk là một trong những website tin tiếng Anh có lượng truy cập lớn nhất thế giới. Theo biên tập viên của tờ báo, The Guardian có lượng độc giả online cao thứ hai trên thế giới trong các website báo tiếng Anh, chỉ sau tờ New York Times.
The Guardian Weekly, là phiên bản cuối tuần được phát hành rộng rãi trên thế giới, với nội dung từ tờ The Guardian và thời báo chủ nhật The Observer, cũng như các bài báo và bài phê bình từ tờ The Washington Post và các bài báo được dịch từ tờ Le Monde.

## Liên kết
- Website chính thức
- Founding of the Manchester Guardian Lưu trữ ngày 2 tháng 2 năm 2009 tại Wayback Machine
- GuardianFilms website